# Lan Jü
Lan Jü (čínsky pchin-jinem Lán Yù, znaky 藍玉; † 22. března 1393) byl čínský vojevůdce, jeden z předních generálů Chung-wua, zakladatele a prvního císaře říše Ming. Vojenský talent a podpora jeho příbuzného, generála Čchang Jü-čchuna, mu zajistila vysoké postavení v mingské armádě. Během 80. let 14. století se vypracoval mezi nejpřednější vojevůdce říše, roku 1393 však upadl v nemilost, byl obviněn ze spiknutí a pokusu o puč a popraven. Popravena byla i jeho rodina a široký okruh příbuzných a podřízených, počet obětí čistky dosáhl několika tisíc lidí.

## Život
Lan Jü pocházel z Ting-jüanu (v dnešní provincii An-chuej). Jeho starší sestra se provdala za Čchang Jü-čchuna, v 60. letech 14. století druhého nejvýznamnějšího generála Ču Jüan-čanga, který během povstání rudých turbanů proti říši Jüan budoval vlastní stát. Lan Jü sloužil jako důstojník v Čchang Jü-čchunově armádě, během 60. let rychle postupoval.
Roku 1371 byl generálem v armádě Fu Jou-tea, která se z rozkazu Ču Jüan-čanga, od roku 1368 císaře říše Ming, podílela na dobytí S’-čchuanu. Následující rok byl převelen do armády generála Sü Ta, která ze Šan-si vytáhla na sever proti mongolskému vojevůdci Kökö Temürovi. V dubnu 1372 v čele samostatné jednotky porazil Kökö Temüra na řece Tula. Poté pokračoval ve službě na severu. Roku 1374 vedl výpravu proti Mongolům shromážděným severně od Kalganu. Roku 1375 se účastnil obrany Jen-anu před Mongoly.
V listopadu 1378 ho císař jmenoval zástupcem Mu Jinga v tažení proti Tibeťanům v Kan-su. V říjnu 1379 utrpěl nepřítel porážku, generálové se vrátili do hlavního města a v prosinci 1379 dvanáct z nich císař odměnil šlechtickými tituly (většina byla později popravena jako členové Lan Jüova spiknutí). Stal se markýzem z Jung-čchang (永昌侯, Jung-čchang chou) s příjmem 2000 tanů (tj. asi 119 tun) zrna ročně.
Od září 1381 se ve funkci zástupce generála Fu Jou-tea účastnil dobytí Jün-nanu. Poté, co v první fázi tažení v lednu 1382 mingská vojska porazila jüanskou armádu, Lan Jü v čele samostatného oddílu vytáhl na Ta-li, dobyl ho a získal kontrolu na severozápadním Jün-nanem. Za odměnou mu císař zvýšil příjem na 2500 tanů a svolil k sňatku jeho dcery za jedenáctého císařova syna Ču Čchuna, knížete Šu.
V září 1385 Feng Šeng se dvěma zástupci, Lan Jüem a Fu Jou-tem, převzal armádu v Pekingu. Po rozsáhlých přípravách dostali v lednu 1387 dostali rozkaz potlačit mongolské síly v jižním Mandžusku. Lan Jü vedl předvoj, přičemž porazil část Mongolů, v červenci hlavní síly mingské armády porazily nepřátelské vojsko a zajaly jeho velitele Nagačua. V září 1387 byl Feng Šeng za neuspokojivé chování během tažení odvolán a Lan Jü převzal armádu, přičemž velitelství umístil východně od Pekingu. V listopadu 1387 dostal rozkaz zaútočit na hlavní síly Mongolů vedené chánem Togus Temürem. Do půli května 1388 150 tisíc mingských vojáků pochodovalo přes Gobi do severovýchodního Mongolska. U jezera Bujr núr, 500 mil severně od Pekingu, Mongoly překvapili. Togus Temür z bitvy uprchl, nicméně Lan Jüovi vojáci získali desetitisíce zajatců a na zpáteční cestě porazili mongolského generála Qarajanga. Po návratu do Nankingu v září 1388 byli Lan i jeho podřízení bohatě odměněni, 19. ledna 1389 stal vévodou z Liang (梁國公) s příjmem 3000 tanů. Byl teprve třetím vévodou jmenovaným po roce 1370. Lan byl reprezentantem generace generálů, kteří získali zásluhy až po občanských válkách 60. let 14. století.
V březnu byl poslán do S’-čchuanu, další rok potlačil revolty v jihozápadním Chu-kuangu. Po návratu do metropole v září 1390 mu byl příjem zvýšen na 3500 tanů. S dalšími dvěma vévody a několika markýzi byl v dubnu 1391 poslán do Šen-si velet pohraniční armádě.
V únoru 1392 císař odvolal z velitelských funkcí řadu vlivných generálů, Lan Jüa, Li Ťing-lunga, Čchang Šenga a další. Císař tehdy pojal nedůvěru k vojenské elitě jako celku, ale Lan Jü si ještě, navzdory občasnému netaktnímu chování, udržel jeho přízeň. V březnu se stal velitelem v Lan-čou, kde válčil s Mongoly. V S’-čchuanu zatím velitel jednoho pluku – Jelü Temür – získal podporu místních nečínských kmenů a vzbouřil se. Loajální oddíly ho nebyly schopny zastavil a tak byl na proti němu poslán Lan Jü se svou armádou. Ještě před jeho příchodem byli rebelové poraženi (v červenci 1392) a koncem roku byl chycen i jejich velitel. Lan Jü jako preventivní opatření proti opakování rebelie navrhl přesídlit do S’-čchuanu větší množství vojenských rolníků. Ale vláda v té době neúspěšně bojovala se zneužíváním vojáků a vojenských rolníků jejich veliteli. Rozzlobený císař proto v prosinci 1391 Lan Jüa odvolal do Nankingu.
V srpnu 1392 začala čistka mezi vojenskými veliteli. Čou Te-sing, markýz Ťiang-sia, byl obviněn ze spojení s Chu Wej-jungem (politikem popraveným roku 1380) a popraven a v září stejně dopadl Jie Šeng, markýz Ťing-ning a Lan Jüův příbuzný. Současně bylo několik vévodů a markýzů odvoláno z velitelských funkcí a posláno na svá panství.
Koncem roku 1392 byl Lan Jü poslán na severozápad s úkolem zlikvidovat mongolské povstání Orlug Temüra, v prosinci 1392 rebely porazil. Po návratu do Nankingu požadoval odvody tamních rolníků pro další tažení na západě. Císař odmítl a zbavil ho velení. Lan Jü odvolání nesl těžce a když v lednu 1393 jako částečnou kompenzaci dostal čestný titul v domácnosti následníka trůnu, hlasitě si stěžoval, že kolegové Feng Šeng a Fu Jou-te mají titul o stupeň vyšší, čímž posílil císařovu averzi.
K císařově nedůvěře vůči jeho leckdy zpupným generálům přispěl i Ču Ti, čtvrtý císařův syn, který se prosazoval jako schopný vojevůdce. Ču Ti dlouhodobě neměl s Lan Jüem dobré vztahy. Považoval ho za (pro sebe) nebezpečného pro jeho příbuzenské spojení s korunním princem. Ve snaze o posílení vlastní mocenské pozice zaměřil podezíravost císaře na generály. Podle historika Wang Š’-čena (1526–1590) měl Ču Ti hlavní zodpovědnost za Lan Jüovo zatčení a popravu. Byl spojován i s nejasnými úmrtími Feng Šenga a Fu Jou-tea na přelomu let 1394 a 1395.
V prvních měsících roku 1393 tajná policie zatkla několik Lan Jüových dřívějších podřízených a na mučidlech si vynutila výpovědi proti němu. V únoru 1393 byli čtyři císařovi synové vysláni na severní hranice, tři z nich v takovém spěchu, že neměli ještě vybudovaná sídla. V březnu byl s velkým množstvím podřízených a spojenců zatčen, obviněn ze spiknutí a přípravy vzpoury a 22. března 1393 popraven.
V následných čistkách bylo popraveno na 20 tisíc lidí, včetně jednoho vévody a čtrnácti markýzů. V čistkách první poloviny 90. let císař zničil vojenskou nobilitu. Vzniklé mocenské vakuum vyplnili osoby spojené s osobou císaře, především jeho synové. Je možné že odstranění řady vlivných a zasloužilých osob mělo usnadnit hladké předání moci následníku trůnu.